# Erstes Gymnasium Belgrad

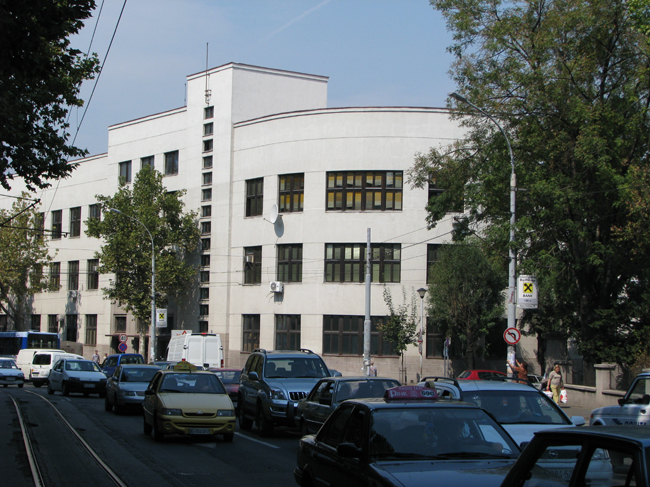
Erstes Gymnasium Belgrad

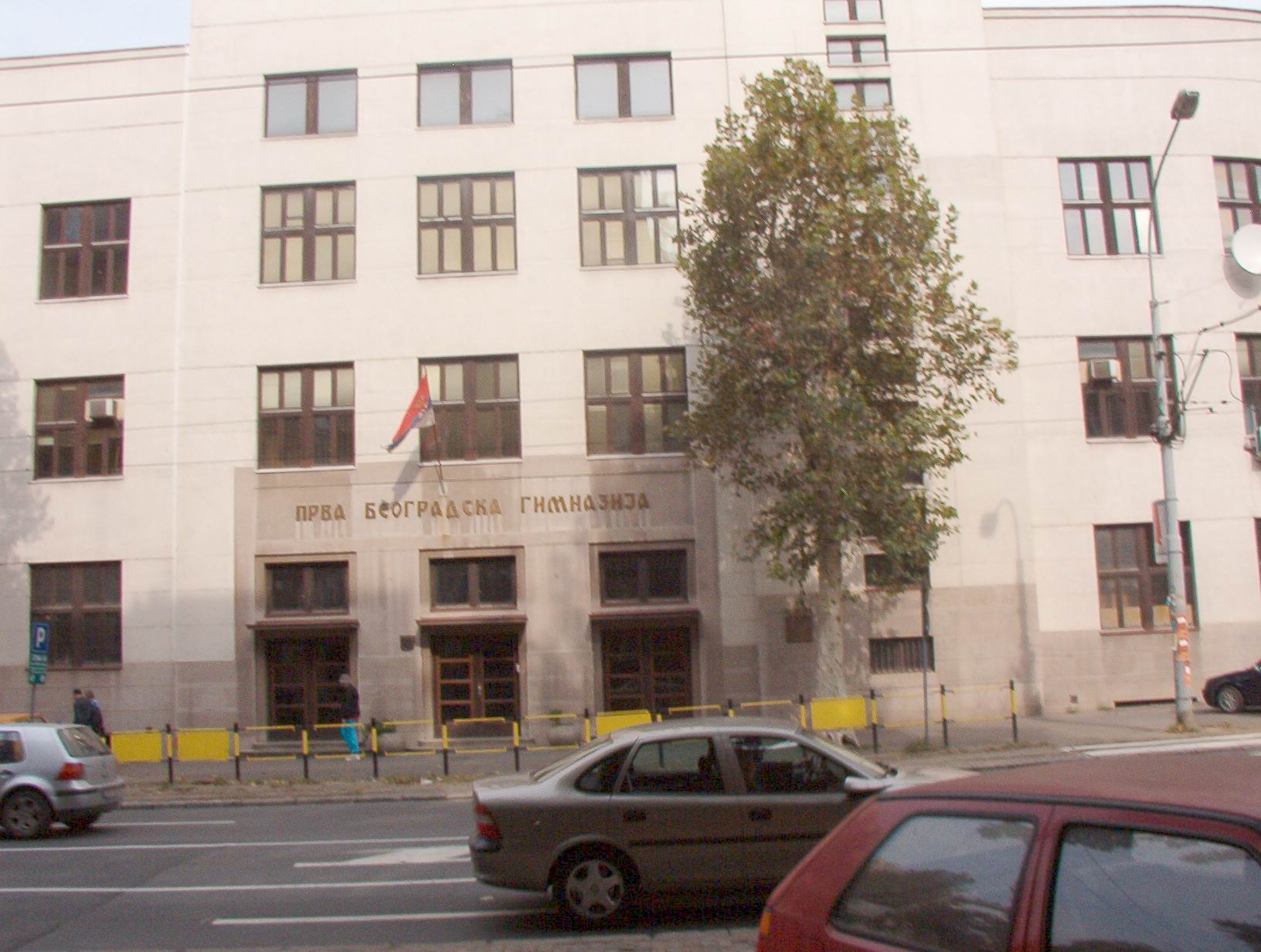
Teilansicht mit dem Eingang

Das Erste Gymnasium Belgrad (Прва београдска гимназија/ Prva beogradska gimnazija) ist eines der Hauptgymnasien von Belgrad in Serbien. Es liegt an der Zara Dušana Nr. 61 im Stadtteil Stari Grad (Altstadt).
Fürst Miloš Obrenović gründete es am 18. Juni 1839 als elitäre Schule für Serben, zunächst mit nur zwei Klassen. 1844 hatte es bereits sechs Klassen und war damit vollwertig. Der Dichter Jovan Sterija Popović wirkte als Bildungsreformer und -minister bis 1848 auf die Schule ein. Das heutige Gebäude im Bauhausstil bzw. im Modernismus stammt von 1938 und gehört zu den anerkannten Kulturgütern der Stadt. Die Architektin war Milica Krstić (1887–1964), die bedeutendste der serbischen Architekturgeschichte in der Zwischenkriegszeit.

## Namhafte Schüler und Lehrer
- Jovan Ristić (1831–1899), Schüler und Lehrer, serbischer Außenminister und Ministerpräsident
- Stojan Novaković (1842–1915), Ministerpräsident und vielseitiger Gelehrter
- Vladan Đorđević (1844–1930), Ministerpräsident und Arzt
- Peter I. (1844–1921), König von Serbien ab 1903, von Jugoslawien 1918 bis 1921
- Stepa Stepanović (1856–1929), General im serbischen Heer
- Živojin Mišić (1855–1921), Feldmarschall im Ersten Weltkrieg
- Bogdan Popović (1863–1944), Literaturhistoriker
- Jovan Cvijić (1865–1927), Geograf
- Slobodan Jovanović (1869–1958), Historiker und Politiker der Londoner Exilregierung
- Dragutin Dimitrijević Apis (1876–1917), Geheimdienstmitarbeiter 1914
- Jovan Skerlić (1877–1914), Literaturkritiker
- Aleksandar Deroko (1894–1988), Architekt
- Gavrilo Princip (1894–1918), Attentäter 1914
- Boris Tadić (* 1958), Lehrer für Psychologie, Präsident Serbiens von 2004 bis 2012
- Vuk Jeremić (* 1975), Außenminister Serbiens 2007–2012